# Actinopyga miliaris
Actinopyga miliaris е вид морска краставица от семейство Holothuriidae. Видът е световно застрашен, със статут Уязвим.

## Разпространение и местообитание
Разпространен е в Австралия, Американска Самоа, Бруней, Вануату, Виетнам, Гуам, Египет, Еритрея, Йемен, Израел, Индия, Индонезия, Йордания, Камбоджа, Кения, Кирибати, Китай, Коморски острови, Мавриций, Мадагаскар, Майот, Малайзия, Малдиви, Маршалови острови, Мианмар, Микронезия, Мозамбик, Науру, Нова Каледония, Острови Кук, Палау, Папуа Нова Гвинея, Провинции в КНР, Реюнион, Саудитска Арабия, Северни Мариански острови, Сейшели, Сингапур, Соломонови острови, Сомалия, Судан, Тайван, Тайланд, Танзания, Токелау, Тонга, Тувалу, Уолис и Футуна, Фиджи, Филипини, Френска Полинезия, Шри Ланка и Япония.
Среща се на дълбочина от 1 до 18 m.

## Описание
Популацията на вида е намаляваща.